# Finał Pucharu Polski w piłce nożnej 1989
Finał Pucharu Polski w piłce nożnej 1989 – mecz piłkarski kończący rozgrywki Pucharu Polski 1988/1989 oraz mający na celu wyłonienie triumfatora tych rozgrywek, który został rozegrany 24 czerwca 1989 roku na Stadionie OSiR w Olsztynie, pomiędzy Legią Warszawa a Jagiellonią Białystok. Trofeum po raz 8. wywalczyła Legia Warszawa, która uzyskała tym samym prawo gry w Pucharze Zdobywców Pucharów 1989/1990.

## Droga do finału
| Legia Warszawa | Legia Warszawa | Legia Warszawa | Runda       | Jagiellonia Białystok | Jagiellonia Białystok | Jagiellonia Białystok |
| Data           | Przeciwnik     | Wynik          | Runda       | Data                  | Przeciwnik            | Wynik                 |
| -------------- | -------------- | -------------- | ----------- | --------------------- | --------------------- | --------------------- |
| 31.08.1988     | Stal Rzeszów   | 1:0            | IV runda    | 31.08.1988            | Chrobry Głogów        | 1:1 (k. 4:2)          |
| 14.09.1988     | ŁKS Łódź       | 3:0            | 1/8 finału  | 14.09.1988            | Stal Stalowa Wola     | 4:2                   |
| 16.11.1988     | Górnik Zabrze  | 3:2            | Ćwierćfinał | 13.11.1988            | Bałtyk Gdynia         | 0:0                   |
| 27.11.1988     | Górnik Zabrze  | 2:0            | Ćwierćfinał | 27.11.1988            | Bałtyk Gdynia         | 1:1                   |
| 05.03.1989     | GKS Katowice   | 0:1            | Półfinał    | 04.03.1989            | Ruch Chorzów          | 0:0                   |
| 15.03.1989     | GKS Katowice   | 2:0            | Półfinał    | 15.03.1989            | Ruch Chorzów          | 2:0                   |

## Tło
W finale rozgrywek zmierzyły się ze sobą finalista poprzednich rozgrywek Legia Warszawa i Jagiellonia Białystok, które rozgrywki ligowe w sezonie 1988/1989 zakończyły odpowiednio na 4. i 8. miejscu, w związku z czym triumf w tym meczu był ostatnią szansą na występ w europejskich pucharach.

## Mecz

### Przebieg meczu
Mecz odbył się 24 czerwca 1989 roku o godz. 17:00 na Stadionie OSiR w Olsztynie. Sędzią głównym spotkania był Krzysztof Perek. Był to jeden z pamiętnych i najlepszych finałów w historii rozgrywek. Już w 8. minucie drużyna Wojskowych po dośrodkowaniu Dariusza Wdowczyka fantastycznym wolejem Roman Kosecki pokonał bramkarza drużyny przeciwnej, Mirosława Sowińskiego. W ciągu następnych 20 minut drużyna Wojskowych prowadziła już 3:0 po golach Dariusza Dziekanowskiego w 20. minucie oraz Romana Koseckiego w 28. minucie. W 31. minucie Jagiellonia Białystok zdobyła gola na 3:1 po trafieniu Jerzego Leszczyka.
W 53. minucie wynik na 4:1 podwyższył Krzysztof Iwanicki. Mimo tego drużyna przeciwna się nie poddawała i już w 66. minucie gola na 4:2 zdobył Jacek Bayer, a następnie miała kilka okazji do zdobycia kontaktowego gola. W 80. minucie zawodnik drużyny Wojskowych Dariusz Dziekanowski zdobył gola na 5:2 w sytuacji sam na sam z bramkarzem Mirosławem Sowińskim, ustalając tym samym wynik meczu.

### Szczegóły meczu
| 24 czerwca 1989 17:00 | Legia Warszawa · Kosecki 8', 28' · Dziekanowski 20', 80' · Iwanicki 53' | 5:23:1Raport | Jagiellonia Białystok · 31' Leszczyk · 66' J. Bayer | Stadion OSiR, Olsztyn Widzów: 20 000 Sędzia: Krzysztof Perek (Poznań) |
|                       |                                                                         |              |                                                     |                                                                       |

| Legia Warszawa:  |  |                      |              |     |
|                  |  |                      |              |     |
| BR               |  | Zbigniew Robakiewicz |              |     |
| OB               |  | Zbigniew Kaczmarek   |              |     |
| OB               |  | Krzysztof Budka      |              |     |
| OB               |  | Juliusz Kruszankin   |              |     |
| OB               |  | Dariusz Wdowczyk     |              |     |
| PO               |  | Jacek Bąk            |              | 72' |
| PO               |  | Jan Karaś            |              |     |
| PO               |  | Leszek Pisz          | Żółta kartka | 80' |
| PO               |  | Krzysztof Iwanicki   |              |     |
| NA               |  | Dariusz Dziekanowski |              |     |
| NA               |  | Roman Kosecki        |              |     |
| Zmiany:          |  |                      |              |     |
| NA               |  | Andrzej Łatka        |              | 72' |
| OB               |  | Marek Jóźwiak        |              | 80' |
| Trener:          |  |                      |              |     |
| Andrzej Strejlau |  |                      |              |     |

| Jagiellonia Białystok: |  |                      |              |     |
|                        |  |                      |              |     |
| BR                     |  | Mirosław Sowiński    |              |     |
| OB                     |  | Mariusz Lisowski     |              |     |
| OB                     |  | Jarosław Bartnowski  |              |     |
| OB                     |  | Andrzej Ambrożej     |              |     |
| OB                     |  | Antoni Cylwik        |              |     |
| PO                     |  | Wiesław Romaniuk     |              | 66' |
| PO                     |  | Dariusz Czykier      | Żółta kartka |     |
| PO                     |  | Dariusz Bayer        |              |     |
| PO                     |  | Jarosław Michalewicz |              | 66' |
| NA                     |  | Jacek Bayer          |              |     |
| NA                     |  | Jerzy Leszczyk       |              |     |
| Zmiany:                |  |                      |              |     |
| PO                     |  | Janusz Szugzda       |              | 66' |
| PO                     |  | Cezary Kulesza       |              | 66' |
| Trener:                |  |                      |              |     |
| Krzysztof Buliński     |  |                      |              |     |

| Puchar Polski w piłce nożnej 1988/1989 Zwycięzcy |
| ------------------------------------------------ |
| Legia Warszawa 8. Tytuł                          |

## Po meczu
Triumfatorem rozgrywek została Legia Warszawa. Dla trenera klubu, Andrzeja Strejlaua był to ostatni 199. mecz w roli trenera klubu, gdyż wkrótce zastąpił Wojciecha Łazarka na stanowisku selekcjonera reprezentacji Polski.